# Croton crassifolius
Espèce
Croton crassifolius est une espèce de plantes à fleurs du genre Croton et de la famille des Euphorbiaceae, présente du sud est de la Chine jusqu'en Indochine.
Il a pour synonymes :
- Croton chinensis, Benth., 1861
- Croton crozophoroides, Kurz, 1873
- Croton kroneanus, Miq., 1861
- Croton tomentosus, (Lour.) Müll.Arg., 1865
- Oxydectes tomentosa, (Lour.) Kuntze,
- Tridesmis hispida,Lour.,
- Tridesmis tomentosa, Lour.,